# Gnaphosa lucifuga
Gnaphosa lucifuga es una especie de araña araneomorfa del género Gnaphosa, familia Gnaphosidae. Fue descrita científicamente por Walckenaer en 1802.
Habita en Europa, Turquía, Cáucaso, Irán, Rusia (Europa hasta el sur de Siberia), Kazajistán y China.